# 全日本ゴム産業労働組合総連合
全日本ゴム産業労働組合総連合（ぜんにほんゴムさんぎょうろうどうくみあいそうれんごう、略称：ゴム連合（ゴムれんごう）、英語：Japanese Rubber workers union Confedration、略称：JRC）は、日本のゴム・プラスティック産業とその関連産業で働く労働者で組織されている産業別労働組合である。日本労働組合総連合会（連合）、インダストリオール日本化学エネルギー労協（ICEM-JAF）に加盟している。

## 概要
- 1974年（昭和49年）1月に、ゴム連合の母体となるゴム労連が発足した。
- 1992年（平成4年）にはゴム連合[1]が発足し、2005年（平成17年）9月にゴム労連の発展的解散と新生ゴム連合が発足した[2]。

## 加盟組合
- ブリヂストン労働組合
- 横浜ゴム労働組合
- 全東洋ゴム労連
- オカモト労働組合
- 住友ゴム労働組合
- 住友理工労働組合
- 全日本グッドイヤー労働組合
- ムーンスター労働組合
- アサヒ労働組合

全ての加盟組合は「加盟組合・上部関係団体のご紹介」を参照のこと